# Jij en ik (Nog één keer samen)
Jij en ik (Nog één keer samen) is een nummer van de Nederlandse band Memories Band uit 2002.
"Jij en ik (Nog één keer samen)" is een ballad in het genre Nederpop. Het nummer gaat over een gescheiden man die zijn ex-vrouw na lange tijd weer ziet. Hoewel het nummer slechts een 5e positie in de Tipparade bereikte, geniet het wel veel bekendheid. Ook werd het diverse malen gecoverd, waaronder door volkszanger Henk Dissel in 2015. Daarnaast werd het gebruikt als de openingstune van het televisieprogramma Memories.